# Металотерапија
Металотерапија (од грч. речи metallon = метал и лат речи therapy = терапија, лечење)  једна је од метода лечења или терапије болести спољашњом применом металних плоча.

## Историја
Метали су своју примену у медицини имали чак неколико стотина година п. н. е. Током овог периода, древни Асирци, Египћани и Кинези су користили метале у лечењу разних тегоба. Цинк се апликовао локално са циљем да дође до бржег зарастања рана, а као антибактеријско средство коришћено је сребро. Традиционални кинески лекари су арсен-триоксид користили као антисептик у лечењу реуматоидних обољења, сифилиса и псоријазе. Третман овим металима је тада више био заснован на искуствима и народном веровању него на рационалном коришћењу ових метала.
Металотерапија је врста терапије коју је први пут1848. године формулисан као систем лечења француски лекар др Виктор Бурк (1822–1884). Метод је захваљујући Жан-Мартену Шаркоу, који  је ову методу користио у лечењу хистерије, посебно хистеричне анестезије и парализе, применом метала, углавном бакра, на захваћена подручја, по њеном изумитељу називана буркизам (фр. burqism).
Виктор  Бурк почев од 1849  тврдио је да у одређеним условима нарушених општих и посебних сензација, повратак сензибилитета може бити изазван кожним применама одређених метала. Иако исти метал по Буркеу не утиче подједнако на све пацијенте;  постоји идиосинкразија према овом или оном металу. Конкретан метал се лако утврђује узастопном применом у трајању од неколико минута плоча или плочица од злата, цинка, бакра или гвожђа на захваћеним деловима тела. М. Бурк је такође навео, да и поред много неверице, да враћање сензибилитета стоји у директној вези са неким општим морбидним стањем, и да се из спољне апликације добија индикација за унутрашњу примену истог метала.
Током поновљених епидемија колере средином деветнаестог века, Бурк је препоручио превентивно и корективно узимање бакра, након што је приметио да радници у топионици нису захваћени болешћу. Механизми антибактеријског деловања бакра су од тада разјашњени и легитимишу Буркову кампању против колере. Бурк је такође заговарао гутање бакар-сулфата за лечење дијабетеса. Данашњи налази о цревној микробиоти и начину на који ови организми утичу на регулацију шећера у крви подржавају Буркове тврдње, које се дуги низ година сматрају натераним.
Доктор Бурк, који је измислио овај метод лечења и био достојан лекар, ипак је преувеличао профилактичке и куративне предности примене метала. Куцао је на многа врата, али узалуд. Надао се да ће тестирати вредност својих запажања у болничким одељењима. Увек је био упоран, али је наишао на презир што би могло објаснити његова претеривања. У домену болничких лекара и професора медицинских факултета, Бурк је сматран превише емпиријским, а неки су га чак и одбацили као надрилекара. Бурк је 7. фебруара 1851. одбранио своју тезу о анестезији и болним мишићним сензацијама у односу на хистерију, међу осталим нервним поремећајима.
Методу је с краја 19. веку оживео утемељивач савремене неурологије Жан-Мартен Шарко (1825 —1893), који је заинтересован за металотерапију, деловао храбро, позивајучи  Бурка да понови своје експерименте у његовом одељењу Салетрије што је, касније довело  до важних научних доприноса, попут лечење одузетих делова код хистеричних и живчано болесних применом металних плоча постављених на оболела места.
У складу са  традицијом, Бурк је веровао да може да излечи хистеричну анестезију и парализу применом металних плоча. Ову праксу је назвао екстерном металотерапијом, којој је следило оно што је он назвао металоскопија, или одређивање специфичне осетљивости сваког пацијента на дати метал. Развио је разне инструменте: компас којим је прецизно одредио осетљивост, као и неколико динамометара за мерење мишићне силе. Такође је измислио различите поступке за наношење металних плоча. Након 25 година истраживања и преласка из болнице у болницу, Бурк је био задовољан сазнањем да је Удрућење биологичара  именовао комисију од 3 стручњака за процену његових резултата, међу којима су били: Charcot, Jules Luys (1828–1897) и  Victor Dumontpallier  (1826–1899). Комисија је израдила два узастопна извештаја, 1877. и 1878. године, који су потврдили Буркове главне налазе.

## Традиционална примена металотерапије
Металотерапија је употреба метала као терапије. Овај термин се односи и на примену одређених метала у облику наруквице, прстена, привезака. 
Метал је једноставно тело чија се следеће физичке карактеристике користе у металотерапији:
- метални сјај

- дуктилност (лат. ductilis, мек)  особина да се под утицајем спољашњег напрезања пластично деформише пре него што наступи лом.),

- добра проводљивост (способност метала да преноси топлоту и електрицитет).

- металоза, емисија, у организму, металних честица које долазе из металних протеза. Ово се одражава на хабање  протезе које узрокује присуство металних честица локално, регионално или по целом телу.

Металотерапија се заснива на додиру са спољашњим деловима тела једноставних дискова од разних метала, од којих се траже различити терапијски резултати. Резултати лечења који се постићу металотерапијом су последица додира са менталом, а не било каквих посебних карактеристика које произилазе из самих метала. Да је то тако тврде неки истраживачи којисматрају да се сви феномени описани  после примене метала могу произвести дисковима од дрвета, и да су резултати лечења који се постижу последица менталних ефеката, а не било каквих посебних врлина које произилазе из самих метала.
Ова техника се понекад користи у реуматологији, а заснива се на примени  бакарних прстенова.

## Савремена примена метала у терапији
У складу са идејом да се здрави сисари ослањају на (био-есенцијалне) метале за нормално функционисање отприлике трећине својих протеина и ензима, велики број лекова је на бази метала и велики напори се улажу у развој лекове треће генерације, као и на стварање нових лекова на бази метала.
Данас је познато да комплекси метала поседују антибактеријско, антитуморско и антифунгицидно дејство, па се користе у модерној медицини у третману инфекција и карцинома. Револуција у терапији лековима који садрже метале (металне јоне) почиње 1960-их година открићем цисплатине. Цисплатину је први синтетисао Мишел Пероне 1844. године, а хемијску структуру цисплатине је први објаснио Алфред Венер 1883. године. Биофизичар Барнет Розенберг са Државног Универзитета у Мичигену је први открио да цисплатина поседује и антитуморска својства.
Цисплатина је данас најупотребљиванији хемиотерапеутик који се користи у лечењу различитих типова малигнитета попут неоплазми плућа, дојке, цервикса, тестиса, мокраћне бешике, мозга и у терапији меланома.
Да би тешки метали ушли у клиничку примену, био је потребан дуг временски период, јер поједини метали у организму немају биолошку функцију. Посебно је интересантно да цисплатина као један од најчешеће коришћених лекова у терапији различитих типова карцинома у својој структури садржи платину која у нашем организму нема биолошку улогу. 